# دنج (إسفراين)
دنج (بالفارسية: دنج) هي قرية تقع في قسم آذري الريفي (مقاطعة إسفراين) في إيران. يقدر عدد سكانها بـ 81 نسمة بحسب إحصاء 2016.